# Taft (Samar do Sul)
Taft é um município de  quarta classe de renda municipal (d) na província Samar Oriental, nas Filipinas. De acordo com o censo de 1 de maio  de  2020 possui uma população de 18 786 pessoas e 4 764 domicílios.